# Buck Rogers
Buck Rogers är en amerikansk tecknad serie, skapad av Philip Francis Nowlan, manus, och Dick Calkins, teckningar, 1929. Serien bygger på en science fiction/pulpnovell av Nowlan, Armageddon 2419 A.D., publicerad i magasinet Amazing Stories 1928, där dock huvudpersonen gick under namnet Anthony Rogers. Seriens popularitet ledde sedermera till en omfattande produktion av leksaker, liksom serietidningar, radioteatrar, en filmserie, två TV-serier, ytterligare noveller och romaner, samt såväl datorspel, som rollspel och brädspel. Som en av de tidigaste science fiction-serierna kom den också att influera senare exempel inom genren, såsom Tom Trick (skapad 1933), Blixt Gordon (1934), Dan Dare (1950) och Tom Strong (1999).
I Sverige gick Buck Rogers som serie i Teknik för alla från 1940 till 1967 och under titeln Rymdens riddare i Aftonbladet från 1943 till 1946.

## Ursprung

Buck Rogers först dök upp i det här numret av Amazing Stories, augusti 1928. Omslaget visar The Skylark i rymden av Edward E. Smith, var ingen Buck Rogers. Illustratör Frank R. Paul.

Philip Francis Nowlans långnovell Armageddon 2419 A.D. ursprungspublicerades i augustinumret av pulpmagasinet Amazing Stories 1928. Huvudpersonen, Anthony Rogers, berättar sin historia; hur han 1927 jobbade för "American Radioactive Gas Corporation", och till följd av en olycka blev instängd i en övergiven kolgruva, förlorade medvetandet till följd av radioaktiva gaser, och vaknade upp nästan 500 år senare, år 2419. Med hjälp av Wilma Deering och hennes gäng, upptäcker Rogers en ny, postapokalyptisk värld, i ett Amerika slagit i spillror.
Ett halvår senare, i Amazing Stories marsutgåva 1929, följde Nowlan upp Armageddon 2419 A.D. med en andra novell om Anthony Rogers; The Airlords of Han. Vid det här laget hade dock den tecknade serien redan börjat publiceras.

## Dagspresserien
Den 7 januari 1929 publicerades den första dagsstrippen av serien Buck Rogers 2430 A.D. För teckningarna svarade Dick Calkins, och manus skrevs av Nowlan själv, efter en förfrågan från syndikatet National Newspaper Services ordförande John F. Dille. Grundidén var den samma som i Armageddon 2419 A.D., men Nowlan lät byta namn på sin hjälte (enligt vissa källor inspirerad av filmstjärnan "Buck" Jones), och ändrade också årtalet för Rogers uppvaknande med något decennium. Wilma Deering fanns kvar som seriens hjältinna, och runt Buck och Wilma etablerades snart ett fast figurgalleri: Bucks rådgivare dr. Elias Huer, ärkefienden Killer Kane och dennes kärlekspartner Ardala, samt Black Barney, som ursprungligen var en av Bucks fiender, men med tiden blev en lojal vän.
Serien, som var en av de tidigaste äventyrsserierna, kom att bli populär, och i mars 1930 startade även en söndagsversion. Nowlan lämnade serien ungefär ett år innan sin död 1940, varefter Calkins övertog också manusansvaret. Efter att också Calkin lämnat serien kom ett flertal serieskapare att jobba med den, däribland Rick Yager (både manus och teckningar), George Tuska (teckningar) och Howard Liss (manus). 1967 gick serien slutligen i graven.
12 år senare, 1979, återkom dock serien, nu under titeln Buck Rogers in the 25th Century, med manus av Jim Lawrence och teckningar av Gray Morrow (sedermera ersatta av Cary Bates respektive Jack Sparling). Denna omgång publicerades fram till 1983.

## Romaner
1933 utkom Nowlan och Calkis med Buck Rogers in the 25th Century, en kortroman som återberättade episoder från den tecknade serien. På 1960-talet samlades Nowlans två ursprungliga noveller i en volym, marknadsförd som en roman, med titeln Armageddon 2419 A.D., och under 1980-talet följdes den av ytterligare romaner skrivna av bland andra Larry Niven och John Eric Holmes.
1995 publicerades Martin Caidins nytolkning av den tecknade serien, romanen Buck Rogers: A Life in the Future.
Ytterligare två Buck Rogers-romaner, skrivna av Addison E. Steele, publicerades 1979: Buck Rogers in the 25th Century, baserad på pilotavsnittet av 1979 års TV-serie, och Buck Rogers - That Man on Beta, som byggde på ett manus till ett oproducerat avsnitt av samma serie. Därutöver publicerades under 1990-talet ett flertal romaner baserade på rollspelsvärlden Buck Rogers XXVC (se nedan).

## Radio, film, och TV
Under den tecknade seriens mest framgångsrika år sändes också flera radioföljetonger baserade på seriefiguren: 1932-1936, 1939, 1940, och 1946-1947.
Den första filmatiseringen av Buck Rogers var Buck Rogers in the 25th Century: An Interplanetary Battle with the Tiger Men of Mars, en tiominuters kortfilm producerad för världsutställningen i Chicago 1933-1934. I huvudrollen sågs John F. Dilles son John Dille, Jr. Den följdes av ytterligare en kortfilm, producerades 1935 som ett led i en reklamkampanj för Buck Rogers-leksaker.[källa behövs]
1939 kom den första påkostade filmatiseringen: Buck Rogers, en filmserie i tolv avsnitt med Blixt Gordon-skådespelaren Buster Crabbe i titelrollen.
1950-1951 sändes en TV-serie på ABC, också den med titeln Buck Rogers. Trots den korta tiden serien gick, bytte man ofta skådespelare: Buck Rogers spelades såväl av Earl Hammond, som Kem Dibbs och Robert Pastene, Wilma Deering spelades både av Eva Marie Saint och Lou Prentis, och doktor Huer spelades först av Harry Southern och sedan av Sanford Bickart. I likhet med många samtida TV-produktioner finns inga inspelningar av denna serie kvar.
1979 fick TV-serien Buck Rogers in the 25th Century premiär på NBC - pilotavsnittet fick bio-release, och serien kom att pågå i två år och omfatta 37 avsnitt. I titelrollen syntes Gil Gerard, och i övriga roller återfanns bland andra Erin Gray som Wilma Deering, Tim O'Connor som dr. Elias Huer, Pamela Hensley som Ardala och Michael Ansara som Kane. Dessutom kom serien kom att foga nya figurer till det etablerade persongalleriet, däribland den lilla roboten Twiki och AI:n Dr. Theopolis. Utöver Addison E. Steels två romaner, producerades också en tecknad serie baserad på pilotavsnittet - denna publicerades bland annat i ett svenskt seriealbum.

## Serietidningar
Utöver dagspresserien och serieversioner av 1970-talets TV-serie och nedan nämnda rollspel Buck Rogers XXVC, har flera serieförlag licensproducerat serier direkt för serietidningsmarknaden - däribland Western Publishing, Gold Key Comics, och Dynamite Entertainment.

## Spel
1980 släppte spelföretaget Gottlieb ett flipperspel baserat på TV-serien, och 1982 släpptes Segas arkadspel Buck Rogers: Planet of Zoom, som dock inte har mer än namnet och science fiction-tematiken gemensamt med Buck Rogers.

### Buck Rogers XXVC
1985 tog John F. Dilles barnbarn, Lorraine Williams, över spelföretaget TSR, Inc., bland annat känt för rollspelet Dungeons & Dragons. Williams gav snart i uppdrag åt sin bror, Flint Dille att skapa en ny rollspelsvärld, baserat på Buck Rogers-figuren. Resultatet fick det övergripande namnet Buck Rogers XXVC och inleddes 1988 med brädspelet Buck Rogers: Battle for the 25th Century, följt av ett rollspel (baserat på reglerna för Advanced Dungeons & Dragons), tio romaner (skrivna av bland andra Melinda Seabrooke Murdock), serietidningar (med manus av bland andra Buzz Dixon) och två datorspel (Buck Rogers: Countdown to Doomsday och Buck Rogers: Matrix Cubed).
1995 följde TSR upp Buck Rogers XXVC med ett nytt rollspel, Buck Rogers: High-Adventure Cliffhangers.